# Eriococcus texanus
Eriococcus texanus är en insektsart som beskrevs av King 1902. Eriococcus texanus ingår i släktet Eriococcus och familjen filtsköldlöss. Inga underarter finns listade i Catalogue of Life.